# کتاب‌شناسی

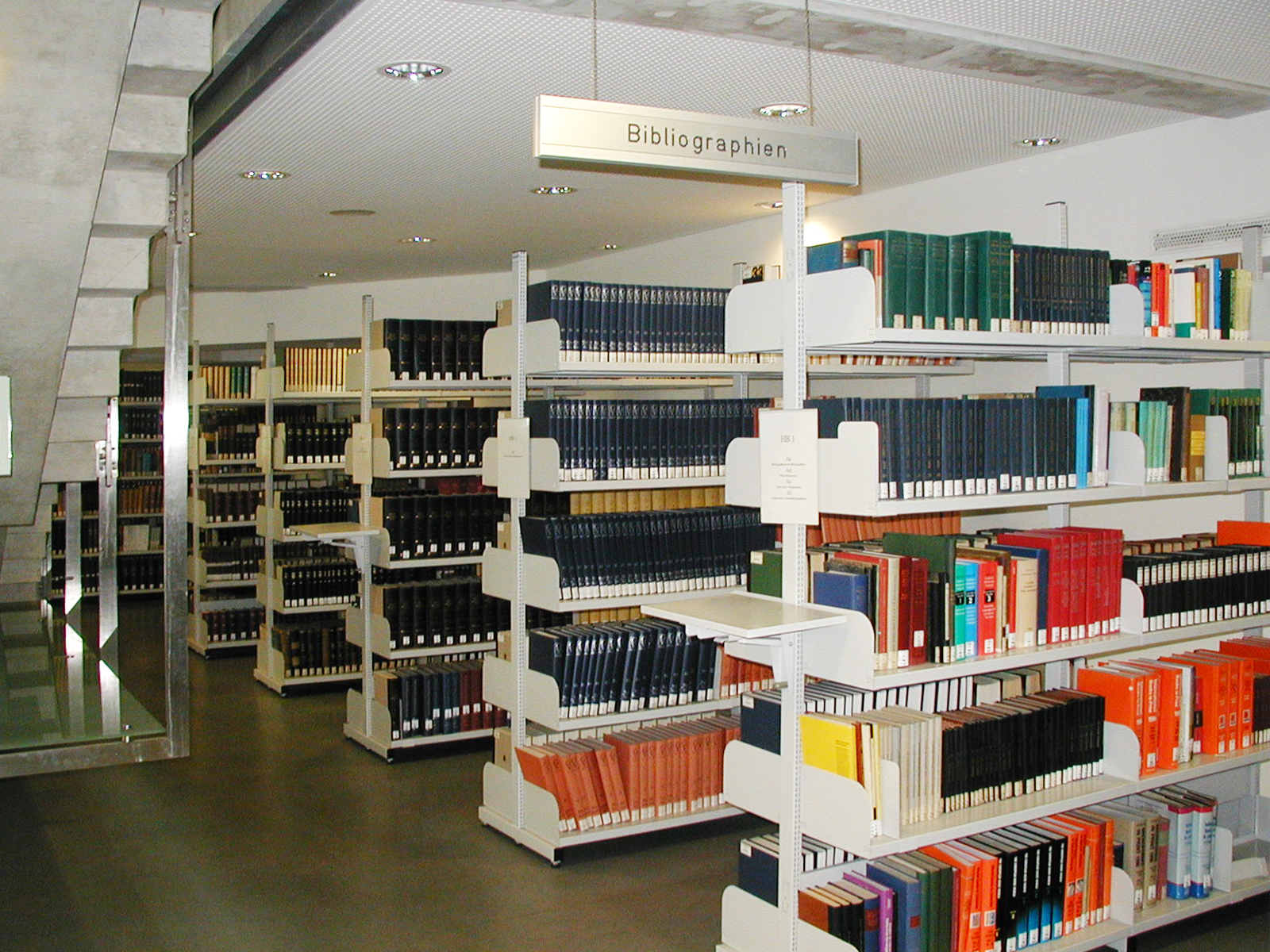
تصویری از یک کتابخانه

کتاب‌نگاری یا کتاب‌شناسی (به انگلیسی: Bibliography) عبارت است از مطالعهٔ شکل مادّی کتاب‌ها، مقایسهٔ اختلافات موجود در چاپ‌ها، تحریرها و نسخه‌ها به منظور تعیین تاریخ و تحوّل متن‌ها. کتابنامه عبارت است از فهرست کتاب‌ها و دیگر موادّ خواندنی؛ همچنین به فهرستی که در انتهای کتاب‌ها به عنوان مآخذ می‌آید، کتابنامه می‌گویند. کتاب‌شناسی را با نام دانش کتاب‌شناسی نیز نام برده‌اند. کتاب‌شناسی شامل فهرستی است از منابع(نوشتارهای علمی شامل مقاله، کتاب، گزارش‌های علمی و پایان‌نامه‌ها) به صورت مستقیم(منابع اصلی) و غیرمستقیم(منابع فرعی) مربوط به یک موضوع یا موضوع مورد پژوهش.
در کتاب‌شناسی تشریحی به ویژه در مورد مقالات پژوهشی به موارد زیر پاسخ داده می‌شود:
چه کسی؟ (نویسنده یا نویسندگان)؛ در چه منبعی؟ (عنوان نوشتار یا ارجاع درون متنی)؛ با چه روشی؟ (روش‌شناسی پژوهش)؛ با چه هدفی؟؛ به چه نوع نتایجی؟ (نوع نتایج مهم است؛ مثلاً راهکار، تفسیر، توصیف، میزان همبستگی، مدل یا روش) رسیده‌است. در مورد کتاب علاوه بر این به بخش‌های کتاب هم اشاره می‌شود (البته بخش‌هایی که به موضوع مربوط هستند).
تفاوت کتاب‌شناسی تشریحی و مرور سابقهٔ موضوع: در اغلب موارد مرور سابقهٔ موضوع با کتاب‌شناسی تشریحی اشتباه گرفته می‌شود. کتاب‌شناسی تشریحی، مقدمهٔ مرور سابقهٔ موضوع (پیشینهٔ پژوهش) است. پژوهشگر به واسطهٔ فهرست منابعی که از جستجوی نوشتجات رشته به دست می‌آید، اطلاعاتی را گردآوری می‌کند که به تحقیق شکل می‌دهد. هدف کتاب‌شناسی تشریحی فراهم آوردن پاراگرافی توصیفی از اهداف، زمینه‌های نظری و از همه مهم‌تر ارتباط منبع با پژوهش مورد نظر است. این فرایند به تکوین متمرکز پرسش تحقیق کمک می‌کند. مرور سابقهٔ موضوع از کتاب‌شناسی تشریحی مناسب حاصل می‌شود. نتیجه‌ای که از این طریق به دست می‌آید، نه تنها اطلاعاتی بیش از فهرست منابع است، بلکه مستندی روایی است که از منابع کتاب‌شناسی تشریحی بهره می‌برد و اطلاعات زیر را نیز به آن می‌افزاید:
۱. مقدمه‌ای بر مفاد کلی اکتشاف نوشتجات موضوع که حاوی پیشنهادهایی برای جهت دادن به پژوهش مورد نظر است. ۲. خلاصه‌ای از سلسله تحقیقات قبلی که زمینهٔ توجیه پژوهش پیشنهادی را فراهم می‌آورد، این خلاصه معمولاً شامل دسته‌بندی مضامین روایی در چارچوب مضامین گسترده‌تر مشترک است. ۳. مشاهدهٔ وضعیت نوشتجات موضوع و امکان گسترش آن با انجام پژوهش پیشنهادی، به عبارت دیگر، مرور کنندهٔ سابقهٔ موضوع باید زمینه‌های ویژه‌ای که بیش از این روی آن کار نشده، بحثهایی را که مایل است مورد کنکاش قرار دهد، یا موضوع‌هایی را که با مطالعه می‌توانند در چارچوب مفهومی جدیدی تدوین شوند، شناسایی کند.
در پیشینهٔ پژوهش، علاوه بر کتاب‌شناسی به بررسی رویکردها، دسته‌بندی و نقد منابع و در پایان به جمع‌بندی کلی از آنچه گفته‌اند(نتایج پژوهش‌های پیشین) و آنچه نگفته‌اند(کاستی‌ها و پرسش‌های بی‌پاسخ در حوزه موضوع مورد پژوهش) پرداخته می‌شود.